# Training sozialer Kompetenzen
Das Training sozialer Kompetenzen bezeichnet verschiedene Verfahren der Verhaltenstherapie, welche es ermöglichen sollen, z. B. durch standardisierte Trainingsmethoden die sozialen, also zwischenmenschlichen Fähigkeiten, zu erhöhen. Die verschiedenen Methoden finden etwa bei psychiatrischen Patienten oder Strafgefangenen Anwendung, deren soziale Kompetenz beeinträchtigt ist, aber auch bei unsicheren Personen. Es wird aber auch zur Erhöhung von Teamfähigkeit oder sogenannter Soft Skills in der Organisationspsychologie angeboten. Es kann sowohl bei Kindern und Jugendlichen als auch bei Erwachsenen angewendet werden. Die Methoden finden heute auch in der sozialen Gruppenarbeit innerhalb der sozialen Arbeit Anwendung.

## Geschichte
Andrew Salter entwickelte 1949 ein Expressive training für den Abbau von sozialer Angst und Aufbau von Selbstsicherheit.
Dieses Training beinhaltet eine Reihe von Verhaltensregeln wie das explizite Äußern von erlebten Emotionen, die explizite mimische wie gestische Darstellung dieser Emotionen, dem Widersprechen und Angreifen mit dem expliziten Ausdruck erlebter interpersoneller Differenzen, dem gezielten Gebrauch des Pronomens Ich, der Annahme der Zustimmung und des Lobes anderer, des Selbstlobes, der Anerkennung eigener Leistungen, und der Improvisation und Flexibilität durch aktives und spontanes Handeln.

## Ursachen für Kompetenzdefizite
Bei den Ursachen für Kompetenzdefizite wird zwischen situationsbezogenen Ursachen und biographischen Ursachen unterschieden. Zu den situationsbezogenen Ursachen werden die situationale Überforderung, die ungünstige kognitive Verarbeitung, die ungünstige emotionale Verarbeitung, die ungünstigen Verhaltensweisen und ungünstige Verhaltenskonsequenzen gezählt. Bei den biographischen Ursachen sind soziale Überforderung (äußere Umstände, Selbstrepräsentation), Verhaltensdefizite (fehlende Übung), inkompetente Verhaltensgewohnheiten, erworbene soziale Ängste und erworbene dysfunktionale Überzeugungen zu nennen.

## Beispiele standardisierter Trainingsmethoden
Als Beispiele standardisierter Trainingsmethoden sind das Personal Effectiveness Training nach Liberman (1975), das Selbstsicherheitstraining (englisch. Assertiveness Training Programme, ATP) nach Ullrich & Ullrich de Muynck (1978), das Verhaltenstraining zum Aufbau sozialer Kompetenz nach Feldhege & Krauthan (1979), das Gruppentraining Sozialer Kompetenzen (GSK) nach Hinsch & Pfingsten, die Mediatorenausbildung im Strafvollzug nach Braune (1982), das Social-Skill-Training für Helferberufe nach Galvin (1985) und das Social-Skill-Training für psychiatrische Patienten nach Liberman, DeRisi & Muesser (1989), das Training sozialer Kompetenzen (TSK) nach Erika Güroff (2016) und schließlich das Training sozialer Kompetenzen (TSK) in der stationären Praxis nach Erika Güroff (2018) zu nennen.

### Personal-Effectiveness-Training (PET)
Das Personal-Effectiveness-Training wurde von Robert P. Liberman 1975 entwickelt. Es wurde mit dem Ziel konzipiert zu einer Verbesserung und Entwicklung der verbalen und nonverbalen Kommunikationsfähigkeit sowie zu einer angemessenen Selbstsicherheit und Durchsetzungsfähigkeit beizutragen. Es ist ein semistrukturiertes, verhaltenstherapeutisches Gruppentraining.

### Assertiveness-Training-Programm (ATP)
Das ATP besteht aus 127 sozialen Situationen, die in Rollenspielen eingeübt und im Anschluss unter realen Bedingungen umgesetzt werden sollen.
Dabei werden vier Hauptkategorien sozialer Kompetenzen berücksichtigt:
- das Stellen von Forderungen
- nein sagen und kritisieren
- das Herstellen von Kontakten
- öffentlicher Beachtung aussetzen und Fehler erlauben.

### Gruppentraining Sozialer Kompetenzen (GSK)
Das Gruppentraining sozialer Kompetenzen (GSK) wurde zu Beginn der 1980er Jahre von Rüdiger Hinsch und Ulrich Pfingsten entwickelt. Es ist ein strukturiertes, standardisiertes und flexibles Programm, weshalb es auch an spezifische Klientengruppen angepasst werden kann. In der Konzeption der GSK wird soziale Kompetenz als die „Verfügbarkeit und Anwendung von kognitiven, emotionalen und motorischen Verhaltensweisen“ bezeichnet, die in definierten sozialen Situationen zu einem langfristig günstigen Verhältnis von positiven und negativen Konsequenzen für den Handelnden führen. Dabei werden die zahlreichen sozialen Situationen in drei prototypische Situationstypen gegliedert:
- Recht durchsetzen (R) Der Handelnde ist gegenüber seinem sozialen Partner im Vorteil und kann sein Recht durchsetzen, muss es aber nicht, wenn es strategisch und auf lange Sicht günstiger ist. Beispiel: ein Käufer, der ein defektes Produkt reklamieren möchte, oder ein Nachbar, der sich über Ruhestörung beschweren will.
- Beziehungen (B)  Handelnde und soziale Partner sind sich gleichgestellt; keiner kann ein Recht einfordern. Stattdessen werden Gefühle und Bedürfnisse offen geäußert.
- Um Sympathie werben (S) Der Handelnde ist gegenüber dem sozialen Partner im Nachteil und ist auf dessen Wohlwollen angewiesen. Beispiel: das Erreichen einer bevorzugten Behandlung durch einen Sachbearbeiter oder flirten.

#### Durchführung
Die Trainingsgruppen bestehen aus ca. 10 Teilnehmern und zwei Trainern. Die Trainingssitzungen bestehen aus Rollenspielen mit Videofeedback. Die Rollenspiele werden zu vorgegebenen Situationen durchgeführt, die auf den drei Situationstypen aufbauen und bei denen der Trainer jeweils den Gegenpart spielt. Kritik wird möglichst vermieden, dagegen steht die positive Verstärkung durch die Teilnehmer im Vordergrund. Die Dauer des Trainings beträgt etwa sieben Sitzungen zu je 2,5 Stunden. Die Wirksamkeit des Trainings wurde durch Studien belegt.

### Das Training sozialer Kompetenzen (TSK)
Erika Güroff war Schülerin von Rita de Muynck und Rüdiger Ullrich, den Autoren des Assertiveness Training Programme ATP. Ihr TSK basiert auf dem ATP und dessen weitreichenden evidenzbasierten Ergebnissen und orientiert sich an dessen Grundstrukturen.
Es besteht aus 30 standardisierten Übungsszenen, die wie das ATP aus den vier sozialen Bereichen
- öffentliche Beachtung,
- Kontakt,
- Forderungen stellen und
- Neinsagen

stammen.
Wesentliche Wirkfaktoren sind u. a. wie beim ATP
- die hierarchische Vorgehensweise bei der Exposition dieser Szenen,
- Ermutigung und der schrittweise erlebte Fortschritt bei der Entängstigung sowie dem Aufbau der Kompetenzen durch die Wahl der ausschließlich positiven Rückmeldung, der Löschung von möglichen „Fehlern“, Ungenauigkeiten und Ungeschicklichkeiten und dem kompletten Vermeiden von Kritik oder gar Abwertung (die „goldene Regel“),
- Modelllernen durch Videovorgaben der meisten Übungsszenen und
- Übungen in realen Situationen (Hausaufgaben).

Das TSK ist unterteilt in 3 Teile: 13 Basisübungen, 17 Aufbauübungen und Gestaltung individueller Übungsszenen. Aspekte aus der kognitiven Verhaltenstherapie, der Akzeptanz- und Comitment-Therapie ACT, sowie der Imagination wurden integriert. Das TSK eignet sich zur Durchführung in Einzel-, als auch in Gruppentherapie. Das Therapiemanual dient Patienten und Therapeuten als gemeinsamer Leitfaden für die Durchführung des Trainings. Etliche der Übungsszenen wurden zur Modellvorgabe verfilmt und stehen als Download über den Verlag zur Verfügung.

#### Das Training sozialer Kompetenzen (TSK) in der stationären Praxis
Dieses Training hat das TSK zur Grundlage. Es wurde zur Gestaltung von therapeutischen Angeboten zur sozialen Kompetenz in psychosomatischen und psychiatrischen Kliniken entwickelt, wo sich die Bedingungen vom ambulanten Setting unterscheiden.
Die Ziele für ein soziales Kompetenztraining in Kliniken sind daher u. a. reduziert auf
- die Vermittlung eines grundsätzlichen Verständnisses für Selbstsicherheit und soziale Kompetenz,
- die Befähigung der Patienten, Zusammenhänge zwischen ihrer Störung und der sozialen Beeinträchtigung zu verstehen,
- erste praktische und ermutigende Erfahrungen in sozialer Kompetenz zu sammeln und
- die Patienten zu ermutigen, nach dem Abschluss der stationären Aufenthalts im ambulanten Bereich, an einem Training sozialer Kompetenzen teilzunehmen.

Die im Manual dargestellte Vorgehensweise geht von einer 6-wöchigen stationären Verweildauer aus. Das Training ist untergliedert in sechs Module, für die jeweils Arbeitsmaterialien und Handouts gereicht werden. Das Training ist als Gruppentraining in der Klinik sowohl für geschlossene als auch offene Gruppen konzipiert.